# Discografia de Rosalía
A discografia de Rosalía, uma cantora e compositora espanhola consiste em dois álbuns de estúdio e quinze singles (Incluindo dois como artista convidada).

## Álbuns

### Álbuns de estúdio
| Los Ángeles                                                                                      | - Lançamento: 10 de fevereiro de 2017 - Gravadora: Universal Spain - Formatos: CD, LP, download digital | 9 | —  | —  | —   | —  | —  | —  | —  | — | - PROMUSICAE: Ouro       |
| El mal querer                                                                                    | - Lançamento: 2 de novembro de 2018 - Gravadora: Sony - Format: CD, LP, download digital                | 1 | 20 | 76 | 138 | 95 | 20 | 61 | 10 | 1 | - PROMUSICAE: 2× Platina |
| "—" denota álbuns que não conseguiram entrar nas tabelas musicais ou não foram lançados no país. | |   |    |    |     |    |    |    |    |   |                          |

## Singles

### Como artista principal
| Ano                                                                                               | Canção                                   | Melhores posições nas tabelas musicas | Melhores posições nas tabelas musicas | Melhores posições nas tabelas musicas | Melhores posições nas tabelas musicas | Melhores posições nas tabelas musicas | Melhores posições nas tabelas musicas | Melhores posições nas tabelas musicas | Melhores posições nas tabelas musicas | Melhores posições nas tabelas musicas | Melhores posições nas tabelas musicas | Certificações | Álbum                                         |
| Ano                                                                                               | Canção                                   | ESP                                   | ARG                                   | BEL (FL)                              | FRA                                   | ITA                                   | MEX                                   | POR                                   | SUI                                   | EUA                                   | EUA Latin                             | Certificações | Álbum                                         |
| ------------------------------------------------------------------------------------------------- | ---------------------------------------- | ------------------------------------- | ------------------------------------- | ------------------------------------- | ------------------------------------- | ------------------------------------- | ------------------------------------- | ------------------------------------- | ------------------------------------- | ------------------------------------- | ------------------------------------- | --- | --------------------------------------------- |
| 2016                                                                                              | "Catalina"                               | —                                     | —                                     | —                                     | —                                     | —                                     | —                                     | —                                     | —                                     | —                                     | —                                     | | Los ángeles                                   |
| 2017                                                                                              | "De Plata"                               | —                                     | —                                     | —                                     | —                                     | —                                     | —                                     | —                                     | —                                     | —                                     | —                                     | | Los ángeles                                   |
| 2017                                                                                              | "Aunque es de noche"                     | —                                     | —                                     | —                                     | —                                     | —                                     | —                                     | —                                     | —                                     | —                                     | —                                     | | Não adicionado à nenhum álbum                 |
| 2018                                                                                              | "Malamente"                              | 2                                     | —                                     | 53                                    | —                                     | —                                     | —                                     | 79                                    | —                                     | —                                     | —                                     | - PROMUSICAE: 5× Platina - AMPROFON: Ouro - RIAA: Platina (Latino)                                                           | El mal querer                                 |
| 2018                                                                                              | "Pienso en tu mirá"                      | 5                                     | —                                     | —                                     | —                                     | —                                     | —                                     | —                                     | —                                     | —                                     | —                                     | - PROMUSICAE: 2× Platina - AMPROFON: Ouro                                                                                    | El mal querer                                 |
| 2018                                                                                              | "Di mi nombre"                           | 1                                     | —                                     | —                                     | —                                     | —                                     | —                                     | —                                     | —                                     | —                                     | —                                     | - PROMUSICAE: Platina | El mal querer                                 |
| 2018                                                                                              | "Bagdad"                                 | 7                                     | —                                     | —                                     | —                                     | —                                     | —                                     | —                                     | —                                     | —                                     | —                                     | - PROMUSICAE: Ouro | El mal querer                                 |
| 2019                                                                                              | "De aquí no sales"                       | 22                                    | —                                     | —                                     | —                                     | —                                     | —                                     | —                                     | —                                     | —                                     | —                                     | | El mal querer                                 |
| 2019                                                                                              | "Con Altura" (com J Balvin e El Guincho) | 1                                     | 1                                     | 67                                    | 76                                    | —                                     | 1                                     | 28                                    | 98                                    | —                                     | 12                                    | - PROMUSICAE: 5× Platina - AFP: Ouro - AMPROFON: Diamante+Platina+Ouro - FIMI: Ouro - RIAA: Ouro - ASINCOL: Ouro - AFP: Ouro | ASA                                           |
| 2019                                                                                              | "Aute Cuture"                            | 1                                     | —                                     | 59                                    | —                                     | —                                     | —                                     | 79                                    | —                                     | —                                     | 39                                    | - PROMUSICAE: Platina | ASA                                           |
| 2019                                                                                              | "Milionària"                             | 1                                     | —                                     | —                                     | —                                     | —                                     | —                                     | —                                     | —                                     | —                                     | —                                     | - PROMUSICAE: 2× Platina | ASA                                           |
| 2019                                                                                              | "Yo x Ti, Tu x Mi" (com Ozuna)           | 1                                     | 12                                    | 51                                    | 189                                   | 61                                    | 7                                     | 29                                    | 29                                    | —                                     | 12                                    | - PROMUSICAE: 4× Platina - AMPROFON: 3× Platina - FIMI: Ouro                                                                 | ASA                                           |
| 2019                                                                                              | "A Palé"                                 | 16                                    | —                                     | —                                     | —                                     | —                                     | —                                     | —                                     | —                                     | —                                     | 42                                    | | ASA                                           |
| 2020                                                                                              | "Juro Qué"                               | 7                                     | —                                     | —                                     | —                                     | —                                     | —                                     | —                                     | —                                     | —                                     | 41                                    | | ASA                                           |
| 2020                                                                                              | "TKN" (com Travis Scott)                 | —                                     | —                                     | —                                     | —                                     | —                                     | —                                     | —                                     | —                                     | —                                     | —                                     | | ASA                                           |
| 2021                                                                                              | "Lo Vas a Olvidar" (com Billie Eilish)   | 15                                    | 100                                   | 43                                    | 78                                    | 74                                    | —                                     | 12                                    | 10                                    | 62                                    | 3                                     | | Euphoria (Original Score from the HBO Series) |
| 2021                                                                                              | "La Noche De Anoche" (com Bad Bunny)     | 1                                     | 3                                     | —                                     | —                                     | —                                     | —                                     | —                                     | 41                                    | 53                                    | 2                                     | | El Último Tour Del Mundo                      |
| "—" denota canções que não conseguiram entrar nas tabelas musicais ou não foram lançados no país. |                                          |                                       |                                       |                                       |                                       |                                       |                                       |                                       |                                       |                                       |                                       | |                                               |